# Clive Donner
Clive Donner (London, 1926. január 21. – London, 2010. szeptember 6. vagy  szeptember 7.) angol filmrendező, vágó.

## Életpályája
Szülei: Alex Donner és Deborah Taffel voltak. 1942-ben került a szakmába. Vágóasszisztens, majd vágó volt a Pinewood-stúdióban. 1956-tól rendezett filmeket. 1963-ban Harold Pinterrel, a tehetséges drámaíróval szerződést kötött A házgondnok (1963) című színdarabja saját produkcióban történő megfilmesítésére.

### Munkássága
Forgatott dokumentáris alkotásokat s nagy sikerű tv-sorozatokat (Veszélyes ember 1961, Sir Francis Drake 1961-1962). Ezt követően szatirikus hangvételű, fekete humorú történetet vitt a kamera elé (Mindenből a legjobbat!, 1964). A régi burleszkek áradó humorát idézte a freudizmust és a túlzott szexualitást parodizáló Mi újság, cicamica? (1965). Invenciózus, ötletgazdag alkotó volt. 1982-ben ő rendezte A skarlát virág című filmet, ahol Ian McKellen volt a főszereplő.

## Magánélete
1968-2005 között Jocelyn Rickards (1924-2005) jelmeztervező volt a párja.

## Filmjei

### Filmrendezőként
- A titkos hely (The Secret Place) (1957)
- Egy gyermek szíve (Heart of a Child) (1958)
- Érdekházasság (Marriage of Convenience) (1960)
- The Edgar Wallace Mystery Theatre (1960–1961)
- A baljóslatú ember (The Sinister Man) (1961)
- Sir Francis Drake (1961–1962)
- Néhány ember (Some People) (1962)
- A házgondnok (The Caretaker) (1963)
- Mindenből a legjobbat (Nothing But the Best) (1964)
- Mi újság, cicamica? (1965)
- Szerelem, ó! (1967)
- Nagy Alfréd (1969)
- A bagdadi tolvaj (1978)
- A meztelen bomba (1980)
- Charlie Chan és a sárkánykirálynő átka (1981)
- Twist Olivér (1982)
- A skarlát virág (1982)
- Karácsonyi ének (1984)
- Gloriett a hullának (1986)
- Látogatás Játékországban (1986)
- A sötétség ideje (1988)
- Nem mind arany, ami fénylik (1990)
- Holtomiglan, holtodiglan (1992)

### Filmvágóként
- Madeleine (1950)
- Scrooge – Karácsonyi történet (1951)
- Különös kirándulás (1953)
- Az egymillió fontos bankjegy (1954)
- Bíborsivatag (1954)

## Díjai
- berlini Ezüst Medve díj (1963) A házgondnok
- Paul Gibson-díj (1965)